# Bob Esponja: Un héroe fuera del agua
Bob Esponja: Un héroe fuera del agua (en inglés: The SpongeBob Movie: Sponge Out of Water) es una película estadounidense basada en la serie de televisión de Nickelodeon Bob Esponja, y siendo la segunda película de dicha serie animada. Fue producida por Nickelodeon Movies, United Plankton Pictures y Paramount Animation, distribuida por Paramount Pictures;  estrenándose el 6 de febrero de 2015. Es la secuela de Bob Esponja: La película, la cual fue estrenada en 2004. Los principales miembros del reparto de la serie Tom Kenny, Bill Fagerbakke, Rodger Bumpass, Clancy Brown y Carolyn Lawrence repiten sus respectivos papeles.
El 11 de julio de 2013 se anunció que la película empezaría a producirse en Savannah, Georgia en septiembre, octubre y noviembre durante aproximadamente 40 días. Esta sería la última película de Nickelodeon Movies en utilizar la técnica de animación tradicional, y a su vez está dedicada a la memoria del fallecido actor Ernest Borgnine.

## Argumento
La película comienza con la Isla Bikini (la isla que se encuentra sobre Fondo de Bikini) en donde un pirata llamado Barba Burguer (Antonio Banderas) acaba de desembarcar, entonces empieza a adentrarse en la isla donde encuentra un esqueleto sosteniendo un libro mágico, entonces Burguer se lo quita y creyéndose victorioso se va riendo, sin embargo el esqueleto cobra vida y establece una lucha de espadas contra este al final Barba gana y se va de la isla hacia su barco en donde toma el libro y se los empieza a leer a sus cuatro gaviotas acompañantes estas al oír que la historia trata sobre Bob Esponja empiezan a cantar la canción original del personaje. Burguer les ordena callarse y les menciona que algo que el odia más que las gaviotas parlanchinas, son las cantantes; entonces las gaviotas ven una jaula donde están los esqueletos de unas gaviotas cantantes con sus instrumentos y esto causa el susto de una de las gaviotas que lanza un potente grito y un poco de excremento, Kyle (la más pequeña de las gaviotas) le pide al pirata que siga leyendo la historia, este acepta y continua con su lectura. 
Mientras tanto en Fondo de Bikini, Barba Burger crea una historia con el libro donde Plankton crea un plan complicado para robar la fórmula (De nuevo) y al final soborna al señor Cangrejo para darle la fórmula con dinero, pero con solo un centavo porque Plankton no tiene más que darle. Don Cangrejo echa a Plankton y guarda el centavo en la bóveda de la fórmula. Bob Esponja sigue con su trabajo cuando ve que ya no hay cangreburgers entonces decide ir con Don Cangrejo a su oficina pero en su lugar encuentra a Plankton con la fórmula revelando que el Plankton que Don Cangrejo echó era un robot y el verdadero se ocultó en el centavo, suplantando la fórmula con otra con un mensaje gracioso. Bob y Plankton se pelean uno al otro por la fórmula, pero desaparece mágicamente ante ellos y Don Cangrejo culpa a Plankton ahora que no hay cangreburgers. 
Bob defiende a Plankton al ser esta vez inocente adentrándose en una burbuja, pero mientras se van, sin cangreburgers, el orden social se colapsa y empieza un caos apocalíptico. Barbaburger termina el cuento con la fórmula en sus manos, pero unas gaviotas enojadas por destruir el mundo de Bob arrancan la última página y la tiran al mar. Bob y un Plankton reformado intentan crear un equipo para encontrar la fórmula, pero Patricio (vuelto un vándalo junto con el resto de los habitantes al no tener sus amadas cangreburguers), Arenita (que ha enloquecido creyendo que hicieron enojar a dioses de la hamburguesa al no encontrar solución al problema) y Gary (vuelto ahora rey de los caracoles) están indispuestos a ayudar, por lo que Bob, Plankton y Karen crean una máquina del tiempo para ver qué ocurrió con la fórmula, pero tras viajar al futuro, apenas cuatro días y luego mucho más en el futuro, encuentran a un evolucionado delfín llamado Burbujas, quien vigila al universo, pero al no haber ido al baño en 10,000 años, Bob se ofrece a suplantarlo, pero justo en ese momento de descuido, Júpiter y Saturno se estrellan. Burbujas se molesta por perder su empleo y les dispara con rayos láser mientras Bob y Plankton entran con Karen a la máquina. Vuelven cuando Bob descubre a Plankton y Bob del futuro, pero Bob toma la botella con la fórmula falsa por error y así regresan al futuro.
Barba Burger llega a una playa de Estados Unidos de América y pone su barco pirata con llantas para pasar a tierra firme, por lo que pone su barco como un restaurante llamado Barba Burgers: El Hogar de la Cangreburger. Bob y Plankton regresan al presente y se percatan del error de Bob, mientras, Patricio quien había entrado a la máquina del tiempo por curiosidad, vuelve del pasado con un Calamardo-saurus Rex que destruye la máquina, en el caos, Plankton, ya harto, culpa a Bob Esponja de todo, ya que tiene "algodón de azúcar por cerebro", literalmente. Arenita alega que debe hacerse un sacrificio y Bob se ofrece para salvar a Fondo de Bikini pero entonces pel y Don Cangrejo huelen Cangreburgers en el aire, sus amigos y el resto de la población le siguen hasta ver que es en la superficie, pero al no respirar ahí casi todos se van excepto Bob, Patricio, Arenita, Don Cangrejo, Plankton (escondido en la calceta de Bob) y Calamardo (de mala gana). Al estar casi desanimados aparece Burbujas y agradece a Bob por haberlo ayudado a ir al baño en el futuro y gracias a ello y repensarlo se da cuenta de que no valía la pena. Burbujas les da el poder a Bob Esponja y sus amigos de respirar fuera del agua y los expulsa a tierra firme, a una playa cercana a Barba Burgers.
Los chicos (ahora en formato CGI) pasean por la playa y se percatan que es una versión agrandada de su mundo pero con aire. Encuentran a Barba Burger y este se asusta al principio pero luego les enseña como funciona el libro mágico y escribe que ellos aparecen en un acantilado con pelícanos hambrientos y esto ocurre. Creyendo que es su fin, Arenita recuerda que una hoja gigante de papel cayó en su casa -el incidente que la había hecho enloquecer-, y se percatan que es parte del libro, por lo que Bob toma una pluma de pelícano y tinta extraída de Calamardo y escribe que aparecen como súper héroes tamaño humano. La Burbuja Invencible (Bob Esponja), Sr. Súper Duper (Patricio), Desafinardo (Calamardo), Sir PinchaMucho (Don Cangrejo) y La Roedora (Arenita como ardilla gigante real) atacan a Barba Burger y el libro se quema en la parrilla y se hace cenizas pero Barba Burger aun suelto y con la fórmula en las manos, escapa. Todo parece perdido cuando aparece Plankton como un gigante y musculoso cíclope con cara pequeña haciéndose llamar Planktonman que los ayuda lanzando a Barba Burger lejos, a la isla de Fondo de Bikini. Plankton tiene la verdadera fórmula y se la devuelve a Don Cangrejo de buena gana, y pese a que Calamardo se quiere quedar ya que solo así permanece grande y fuerte, Bob los devuelve a todos al mar pero con un Calamardo con un abdomen musculoso gracias a Bob Esponja.
Con la Cangreburger devuelta, todo vuelve tan a la normalidad que Plankton vuelve a sus intentos de robar la fórmula, sabiendo que si bien nunca lo logrará, al menos el intento no le ira mal. En la isla, la cabeza de Barba Burger está suelta en la arena y las gaviotas llegan y lo animan a cantar la canción introductoria de la serie de Bob Esponja, revelando además que Barba Burger es el verdadero pirata intérprete de la canción de apertura de la serie, pero Burbujas llega y se opone creando una batalla de rap entre "Gaviotas vs Burbujas" en la que estas ganan para no acortar el final y todo termina con Burbujas admitiendo que no sonó tan mal al final.
Después de los créditos, Plankton es perseguido por Gary.

## Reparto
| Personaje                                | Actor de voz original                   | Doblaje en Latinoamérica             | Doblaje de España                           |
| ---------------------------------------- | --------------------------------------- | ------------------------------------ | ------------------------------------------- |
| Bob Esponja / La Burbuja Invencible      | Tom Kenny                               | Luis Carreño                         | Álex Saudinós                               |
| Bob Esponja / La Burbuja Invencible      | Tom Kenny                               | José Antonio Macías (4 Loops)        | Álex Saudinós                               |
| Sheldon J. Plankton / PlanktonMan        | Doug Lawrence                           | Ángel Mujica                         | Juan Rueda                                  |
| Sheldon J. Plankton / PlanktonMan        | Doug Lawrence                           | José Antonio Macías (un Loop)        | Juan Rueda                                  |
| Barba Burger                             | Antonio Banderas                        | Raúl Anaya                           | Salvador Aldeguer                           |
| Don Eugene H. Cangrejo / Sir Pincha Todo | Clancy Brown                            | Luis Pérez Pons                      | Luis Grandío                                |
| Don Eugene H. Cangrejo / Sir Pincha Todo | Clancy Brown                            | José Antonio Macías (un loop)        | Luis Grandío                                |
| Calamardo Tentáculos / Desafinardo       | Rodger Bumpass                          | Renzo Jiménez                        | Alberto Closas Jr.                          |
| Calamardosaurio Rex                      | Rodger Bumpass                          | Renzo Jiménez                        | Alberto Closas Jr.                          |
| Patricio Estrella / Señor Súper Duper    | Bill Fagerbakke                         | Alfonso Soto                         | César Díaz Capilla                          |
| Arenita Mejillas / La Roedora            | Carolyn Lawrence                        | Lileana Chacón                       | Montse Herranz                              |
| Gary el caracol                          | Tom Kenny                               | Lileana Chacón                       | Tom Kenny                                   |
| Burbujas el delfín                       | Matt Berry                              | Beto Castillo                        | Guillermo Romero                            |
| Karen                                    | Jill Talley                             | Melanie Henríquez                    | Alejandra Torray                            |
| Señora Puff                              | Mary Jo Catlett                         | Isabel Vara                          | Silvia Gambino                              |
| Kyle la Gaviota                          | Paul Tibbitt                            | Alex Montiel                         | Miguel Antelo                               |
| Pez furioso servicial                    | Paul Tibbitt                            | José Luis Miranda                    |                                             |
| Pez conforme                             | Tom Kenny                               | José Luis Miranda                    |                                             |
| Pez macho                                | Bill Fagerbakke                         | ¿?                                   |                                             |
| Cliente ansioso                          | Bill Fagerbakke                         | ¿?                                   |                                             |
| Henry la Gaviota                         | Dee Bradley Baker                       | Luis "luisitorey" Torres             | Pedro Tena                                  |
| Pez en la burbuja                        | Dee Bradley Baker                       | César Garduza                        |                                             |
| Sandals                                  | Dee Bradley Baker                       | Manuel Pérez                         |                                             |
| Pez duro                                 | Dee Bradley Baker                       | Raymundo Armijo                      |                                             |
| Helado #1                                | Dee Bradley Baker                       | Manuel Pérez                         |                                             |
| Arcoíris                                 | Dee Bradley Baker                       | Óscar Garibay                        |                                             |
| Pez cliente #1                           | Dee Bradley Baker                       | José Luis Miranda                    |                                             |
| Pez guardia #1                           | Dee Bradley Baker                       | Mauricio Pérez                       |                                             |
| Loros muertos                            | Carlos Alazraqui                        | César Garduza                        |                                             |
| Loros muertos                            | Nolan North                             | José Antonio Macías                  |                                             |
| Doctor                                   | Rodger Bumpass                          | Mauricio Pérez                       |                                             |
| Pez enojado #2                           | Rodger Bumpass                          | Raymundo Armijo                      |                                             |
| Esposa de Harold                         | Jill Talley                             | Betzabe Jara                         |                                             |
| Presentador de noticias                  | Doug Lawrence                           | Óscar Garibay                        |                                             |
| Pez miembro                              | Doug Lawrence                           | Mauricio Pérez                       |                                             |
| Pez en shock                             | Sirena Irwin                            | Angélica Villa                       |                                             |
| Pez cliente #2                           | Mark Fite                               | Manuel Pérez                         |                                             |
| Pez enojado #1                           | Thomas F. Wilson                        | Ismael Mondragón                     |                                             |
| Ben la Gaviota                           | Rob Paulsen                             | Ricardo "Wereverwero" Ortíz          | Eduardo Bosch                               |
| Gaviota #3                               | Carlos Alazraqui                        | Luis Antonio Sala Águila             | Manel Fuentes                               |
| Gaviota # 4                              | Eric Bauza                              | Allan Cristhian Ramírez Herrera      | Arturo Valls                                |
| Perca Perkins                            | Dee Bradley Baker                       | Miguel Ángel Ruiz                    |                                             |
| Gemelas Paletas                          | Kate Micucci                            | Alicia Barragán                      |                                             |
| Gemelas Paletas                          | Riki Lindhome                           | Betzabe Jara                         |                                             |
| Niña con castillo de arena               | Lillian Ellen Jones                     | Ivanna Alarcón                       |                                             |
| Niño que los patea                       | Ezra James Colbert                      | Abdeel Silva                         |                                             |
| Bebé en carreola                         | Stephen Hillenburg (voz)                | Dante Jara                           |                                             |
| Surfista                                 | Epic Lloyd                              | Héctor Moreno                        |                                             |
| Painty el Pirata                         | Patrick Pinney (Canción de Bob Esponja) | Juan Guzmán (Canción de Bob Esponja) | Alberto Closas Jr. (Canción de Bob Esponja) |
| Painty el Pirata                         | Peter Shukoff (Batalla de rap)          | Raúl Anaya (Batalla de rap)          | Salvador Aldeguer (Batalla de rap)          |
| Perlita                                  | Lori Alan                               | Isabel Vara (créditos)               | Yolanda Gil                                 |

## Producción

### Desarrollo
El 28 de febrero de 2012, una secuela de Bob Esponja: La película fue anunciada en producción, y que sería estrenada a fines del 2014. Philippe Dauman, el presidente y CEO de Viacom, la compañía matriz del estudio, declaró inicialmente que:

"Vamos a lanzar una película de Bob Esponja en el final de 2014, que servirá para empezar o ser una de nuestras películas que comienza el nuevo esfuerzo de animación."

El informe también dijo que la segunda película de la serie será dirigida el productor ejecutivo, Paul Tibbitt, escritor de Kung Fu Panda y algunos episodios de la serie, y el regresó del creador de la serie, Stephen Hillenburg. En el elenco principal de las voces estaría conformado por Tom Kenny, Bill Fagerbakke, Rodger Bumpass, Clancy Brown y Carolyn Lawrence.
La secuela sería una combinación de la animación tradicional y acción en vivo, como su predecesor. Teniendo un presupuesto similar a la anterior película y no costaría más de $100 millones para producir. El objetivo de la película es hacerlo mejor en el exterior que su predecesor hizo como Nickelodeon está tratando de ampliar su alcance internacional y del personaje. El 5 de febrero de 2013, Nick Cruz confirmó a través de su cuenta de Twitter que va a servir como artista del storyboard de la película. Vincent Waller, director creativo de la serie, dijo en Twitter que el equipo de producción está trabajando duro para hacer la película.

### Reparto
Según informes, las voces principales estaría conformado por miembros regulares del elenco de la serie, quienes volvían a repetir sus papeles. Las estrellas de la película son Tom Kenny como Bob Esponja, Bill Fagerbakke como Patricio Estrella, Rodger Bumpass como Calamardo Tentáculos, Clancy Brown como Don Cangrejo y Mr. Lawrence como Plankton. 
El 22 de agosto de 2013, los directores comenzaron los casting para los extras en las escenas de acción en vivo. El 21 de septiembre de 2013, se informó de que el actor español Antonio Banderas había sido escogido en favor de un papel de acción en vivo como un pirata.

### Animación
La animación de la película se manejó en el extranjero por Rough Draft Studios en Corea del Sur. La secuela es una combinación de la animación tradicional y la acción en vivo como lo fue su predecesor, y también se utilizaría en imágenes desarrolladas por generador (CGI) manejado por Iloura VFX en Melbourne, Australia, para representar a los personajes en 3D.
Sherm Cohen volvió a trabajar en la secuela, ya que antes trabajó anteriormente en Bob Esponja: La película como diseñador de personajes y el artista del guion gráfico, aunque dejó el programa en 2005. Los directores de animación serían Tom Yasumi y Alan Smart, que trabajaron en los papeles de producción de la película. La mayor parte del equipo de diseño de la película son de la serie originalmente.
La película contiene una secuencia de animación stop-motion igualmente, realizada por Novelties. Philippe Duaman dijo que los elementos CGI estaban destinadas para "refrescar y dar un nuevo impulso" a los personajes.

### Rodaje

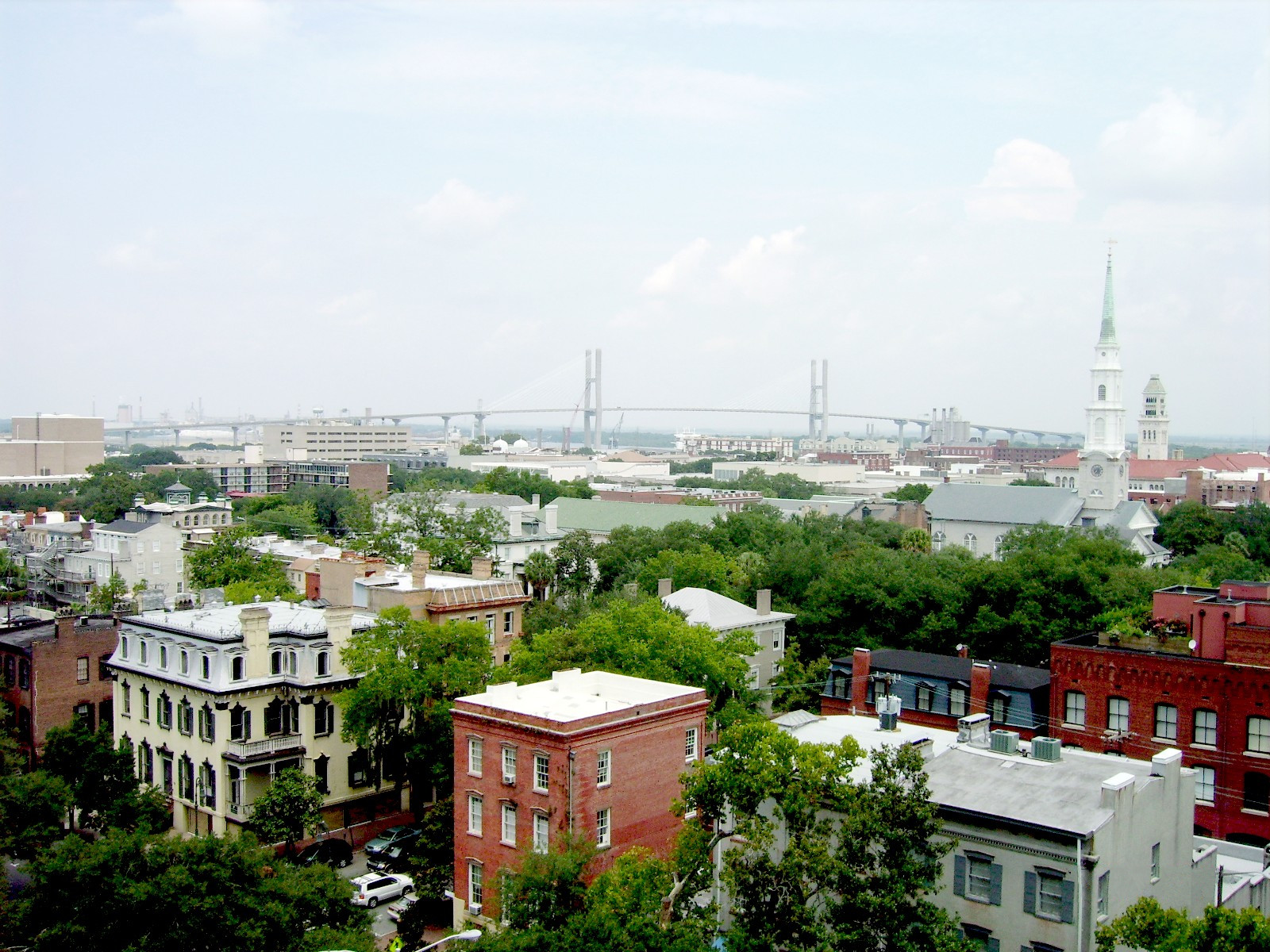
Las escenas de la persecución fueron filmadas en distintos lugares del centro de Savannah, Georgia.

La película cuenta con escenas acción en vivo escenas dirigidas por Mike Mitchell. La filmación comenzaría el 30 de septiembre de 2013 y duró hasta 5 de noviembre de 2013, en varios lugares en Savannah, Georgia y Tybee Island. La Film Office Savannah primero anunció que la película iba a rodar escenas de acción en vivo en Savannah durante 40 días el 11 de julio de 2013. Will Hammargren, especialista ubicación de la Oficina de Cine de Savannah, dijo que se esperaba que la película de llegara a contribuir $ 8 millones a la economía ciudad, incluyendo la reserva al menos de 5.600 por la noches de hotel.

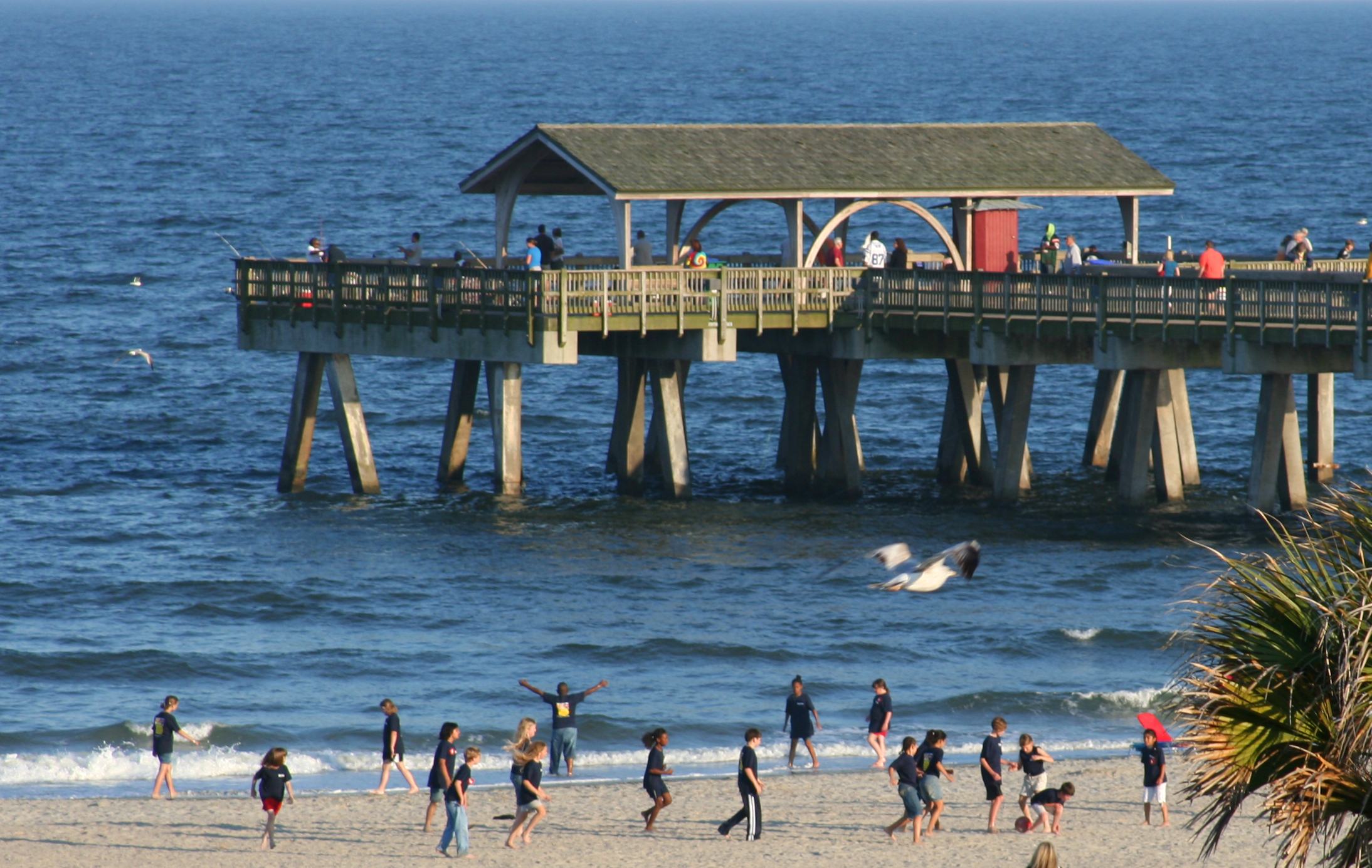
Las escenas de acción en vivo de la película en la playa fueron filmadas Tybee Island.

En la preparación de la localización de la película en el centro, el equipo de la película pintaba las tiendas a lo largo de Broughton Street para parecerse a una "comunidad playera" llamada "Salty Shoals", dice Jay Self, "tratando de hacer que parezca que se está justo en la playa ".
Otros establecimientos, como tiendas de flores, tiendas de conveniencia y cafés, se convierte en el surf, fudge y tiendas boya, respectivamente, dijo Self, "Los cambios son temporales con todos los edificios programados para ser restaurado a sus colores originales después de que la filmación se ha completado".
El rodaje comenzó el 9 de octubre en el centro de la ciudad, donde las partes de la calle Broughton entre Montgomery Street y Habersham estaban cerradas el 18 de octubre. Con anterioridad, el 9 de octubre, se les dio residentes volantes amarillos entregados por la producción par dar al detalle los inconvenientes de la filmación que podría tener en ellos.
El actor Antonio Banderas, apareció como un pirata y fue filmado en un barco pirata con ruedas para una escena de persecución de coches. En un momento dado, un miembro del equipo de la película causó un accidente que dañó un edificio céntrico y se envió a una mujer al Hospital Candler. William Hammargren, con la oficina de Servicios de Cine de Savannah, dijo que Paramount emitió un permiso para el uso de vehículos motorizados dentro ciertas áreas cerradas para la filmación, pero el permiso no se extienden a los carriles.
El rodaje en el centro terminó el 18 de octubre, con una rifa. Después de filmar en el centro de la ciudad, la producción recibió respuesta mixta de las empresas locales ubicadas en zonas de filmación. Una de las preocupaciones planteadas por los propietarios de negocios fue la elección de las fechas de grabación en octubre ya que es "un gran mes para los comerciantes a lo largo de Broughton". Algunos comerciantes sugirieron febrero, julio o agosto como fechas de filmación.
El rodaje de las escenas se reanuda el 21 de octubre en la isla de Tybee. Se permitió que los productores de la película filmar en Tybee Island después de las reuniones celebradas en el Ayuntamiento de Tybee Island con negocios y residentes que impusieron las preocupaciones sobre los posibles efectos de la filmación, y también temores sobre las tortugas marinas. El músico de Slash de la banda Guns N 'Roses fue visto en el set en el muelle de Tybee para el rodaje, aunque no aparece en la película final. El equipo de la película más tarde se trasladó a la avenida Strand para una escena de persecución con extras en las bicicletas.

## Críticas
La película de Bob Esponja: Esponja un héroe fuera del agua ha recibido críticas generalmente positivas de los críticos. 
- En Rotten Tomatoes, la película tiene una calificación de "Certified Fresh" la aprobación del 81%, sobre la base de 89 comentarios, con una calificación promedio de 6.5 / 10. Consenso del sitio dice: "La película (...) no va a ganar más de muchos espectadores que no son fanáticos de la serie, pero para el convertido en fan, es otra explosión colorida de la diversión maníaca". Pero en cuanto a la audiencia, la película tuvo un 54% de aprobación, es decir, críticas mixtas.[40]
- En Metacritic, la película tiene una puntuación de 62 sobre 100, sobre la base de 27 críticos, lo que indica "críticas generalmente favorables".[41]
- Andrew Barker de Variety elogió la película por "ni siquiera fingir una mano de seriedad". A pesar de que sentía que la película era demasiado larga y las secuencias CGI era inferior a los tradicionalmente animados queridos.[42]
- Michael Rechtshaffen de The Hollywood Reporter fue más negativo, diciendo que los dos estilos de animación de la película fallaron "para crear que todo fuese coherente, a pesar de todas las incongruencias de inspiración", afirmando que "la acción en vivo/CGI son cosas que nunca se logran satisfactoriamente con las tonterías náutica tradicional abajo". Opinó que aunque la película era inferior a la primera, es probable que sea un éxito de taquilla.[43]
- Barbara Vandenburgh de The Arizona Republic dio a la película tres y media estrellas de cinco, diciendo: "La trama es sencilla, predecible y ligera, no es más intrincada que una trozo de un episodio de televisión de 15 minutos tendría. Es la locura de marcha libre de su ejecución que hace que la película como tal viaje".[44]
- Elizabeth Weitzman, del New York Daily News dio a la película cuatro de cinco estrellas, diciendo: "El espíritu de la serie sigue siendo cierto: bromas alegremente al azar, perderse en referencias y, sobre todo, de un tonto, racha obstinadamente sentimental que solo el cínico cangrejo podía descartar".[45]
- Colin Covert del Star Tribune dio a la película tres de cinco estrellas, diciendo: "La película (...) teje una tonta -y a menudo divertida- un hechizo un poco rudimentario que a lo largo de transcurso junto que a la vez es entretenida".[46]
- Jen Chaney de The Washington Post dio a la película dos de cuatro estrellas, diciendo: "Hay algo acerca de este proyecto que, a pesar de la comprobación de todas las parcelas y la sensibilidad de taquillas necesarias, no se transmite como una obra orgánica de Bob Esponja".[47]
- Nicolas Rapold de The New York Times dio a la película una crítica positiva, diciendo: "Mientras menos fluido y fresco que su predecesor de 2004, la nueva película muestra lo suficientemente escrita y pura para confirmar la resistencia de sus personajes perdurables hábilmente expresados".[48]
- Gwen Ihnat de The A.V. Club dio a la película un B positivo, diciendo: "Los efectos visuales y los chistes rápidos y furiosos se combinan para la más rara de las emisiones: una que los padres y los niños pueden disfrutar (al igual que el show), dejando a los espectadores de cualquier edad con la esperanza de que la próxima película de Bob Esponja no es toda una década fuera".[49]
- Alonso Duralde de The Wrap dio a la película una crítica positiva, diciendo que "Los chistes son consistentemente hilarante, con suficiente variedad para hacerle cosquillas a los huesos de la risa de viejos lobos de mar y pescaditos pequeños por igual".[50]
- Claudia Puig de EE. UU. dio a la película dos de cuatro estrellas, diciendo: "Los elementos de acción en vivo -en su mayoría en la persona de Antonio Banderas como el irritable pirata, que pasa la mayor parte de su tiempo frente a una bandada de gaviotas- no llama a la perfección con las secuencias animadas, Casi se siente como dos películas torpemente fusionadas".[51]
- John Semley de The Globe and Mail dio a la película dos estrellas y media de cada cuatro, diciendo: "La película (...) en su mayoría siempre ha hecho al personaje y su mundo submarino de colores brillantes, tan entrañable: la abundante inocencia, la acogida falta de cinismo y el hacia fuera la estupidez".[52]
- Christy Lemire de RogerEbert.com dio a la película dos estrellas y media de cada cuatro, diciendo: "La película (...) sigue siendo fiel al surrealismo de sus raíces de televisión animadas Pero también trata de forzar un elemento de acción en vivo que no es un ajuste tan cómodo como un cierto par de pantalones simétricos".[53]

Además, para muchos seguidores y espectadores de la serie, esta película significó el "renacimiento" de la misma, puesto a que a partir de aquí, la serie ha mejorado bastante en contraste con los episodios anteriores, todo esto producto del regreso de Stephen Hillenburg y del crew original de las primeras temporadas.

## Premios
| Premio              | Año  | Categoría                 | Resultado |
| ------------------- | ---- | ------------------------- | --------- |
| Kids 'Choice Awards | 2015 | Película Animada Favorita | Nominada  |

## Secuela
En febrero de 2015, Megan Collison, presidente de distribución y comercialización en todo el mundo de Paramount, declaró la posibilidad de una tercera película sería "una buena apuesta". En otra entrevista, el vicepresidente de Paramount, Rob Moore comentó "Con suerte, no va a tomar 10 años para hacer otra película". 
Finalmente el 30 de abril de 2015, a través de Twitter, Viacom anunció una tercera película de SpongeBob SquarePants estaba en desarrollo, teniendo previsto estrenarse el 8 de febrero de 2019. Pero la tercera película se retrasaría hasta el 5 de noviembre de 2020, siendo estrenada en Netflix.